# Prácticas y puntos de vista de los testigos de Jehová sobre las transfusiones de sangre

Según la interpretación de textos del antiguo testamento, los testigos de Jehová creen en el dogma de abstenerse del uso de sangre. La aplicabilidad de la doctrina ha evolucionado en razón a los avances tecnológicos y a la jurisprudencia en materia del ejercicio del derecho a la salud

Los testigos de Jehová creen según sus interpretaciones de las escrituras hebreas que la Biblia sugiere a los cristianos no aceptar procedimientos de transfusiones de sangre . Sus publicaciones y doctrinas establecen que "'abstenerse de ... sangre' significa no aceptar transfusiones de sangre y no donar o almacenar su propia sangre para transfusiones".   Este dogma se basa en una interpretación de las Escrituras que difiere de otras denominaciones cristianas.  Es una de las doctrinas por las que los testigos de Jehová son más conocidos. 
La literatura de los testigos de Jehová en la actualidad afirma que su rechazo a las transfusiones de sangre entera o sus cuatro componentes principales (glóbulos rojos, glóbulos blancos, plaquetas y plasma) es una posición religiosa no negociable y que aquellos que respetan la vida como un regalo de Dios no intentan mantener la vida tomando sangre,   incluso en una emergencia.  A los testigos se les enseña que el uso de fracciones como la albúmina, las inmunoglobulinas y los preparados hemofílicos no están absolutamente prohibidos y, por el contrario, son una cuestión de elección personal.  
La doctrina se introdujo en 1945 y ha sufrido algunos cambios desde entonces. Se considera que los miembros del grupo que aceptan voluntariamente una transfusión y no se consideran arrepentidos se han desvinculado de facto del grupo al abandonar sus doctrinas    y, posteriormente, los miembros de la organización los rechazan .  Aunque la mayoría de los Testigos de Jehová aceptan la doctrina, una minoría no la acepta por diversas razones, entre ellas las dificultades logísticas y técnicas de acceso a procedimientos seguros en los servicios de salud locales y las vulneraciones al libre ejercicio del derecho a la salud.  
Debido a las dificultades a nivel tecnológico y en cuanto a la accesibilidad a procedimientos médicos de acuerdo a las necesidades de dicho colectivo, las sucursales de los testigos de Jehová en cada país han establecido Servicios de Información Hospitalaria para brindar orientación sobre la materia y facilitar la cirugía sin sangre . Este servicio también mantiene Comités de Enlace Hospitalario, cuya función es brindar apoyo a los adherentes.

## Historia de la doctrina
Desde 1931,  cuando se adoptó el nombre de "testigos de Jehová", las publicaciones de la Sociedad Watch Tower mantuvieron el punto de vista del fundador de la Sociedad , Charles Taze Russell, de que la referencia a abstenerse de comer sangre en el Decreto Apostólico de Hechos 15:19-29 era una "sugerencia" para los gentiles conversos.   Las publicaciones de la Watch Tower durante la presidencia de Joseph Franklin Rutherford elogiaron los usos comerciales y de emergencia de la sangre.   Una edición de 1925 de La edad dorada elogió a un hombre por donar sangre 45 veces sin pago. 
En 1927, La Torre del Vigía señaló, sin dar más detalles, que en Génesis 9, Dios decretó que Noé y su descendencia "no deben comer la sangre, porque la vida está en la sangre".  En 1940, la revista Consolación informó sobre una mujer que accidentalmente se disparó a sí misma con un revólver en el corazón y sobrevivió a un procedimiento quirúrgico importante durante el cual un médico asistente donó un litro de su propia sangre para una transfusión. 
En 1944, con la Sociedad Watch Tower bajo la administración del presidente Nathan Homer Knorr, La Atalaya afirmó que los decretos contenidos en Génesis 9:4 y Levítico 17:10-14 prohibían comer o beber sangre en los tiempos bíblicos "ya sea por transfusión o por la boca" y que esto se aplicaba "de manera espiritual a las personas consagradas de buena voluntad hoy en día, también conocidas como ' Jonadabs ' de las 'otras ovejas' del Señor". 
En septiembre de 1945, representantes de la Sociedad Watch Tower de los Países Bajos comentaron sobre la transfusión de sangre en la edición holandesa de la revista Consolación . Una traducción de sus comentarios al inglés dice:

Cuando perdemos la vida porque rechazamos las vacunas, eso no constituye una justificación del nombre de Jehová. Dios nunca emitió regulaciones que prohibieran el uso de drogas, vacunas o transfusiones de sangre. Es una invención de personas que, como los fariseos, dejan de lado la misericordia y el amor de Jehová.

Según el sociólogo Richard Singelenberg, la declaración que aparece en la edición holandesa de Consolación puede haber sido publicada sin conocimiento de la posición doctrinal publicada en la edición inglesa de julio de 1945 de Consolación por la sede de la Sociedad Watch Tower en los Estados Unidos. 
En 1945 se amplió la aplicación de la doctrina sobre la sangre para prohibir las transfusiones de sangre entera, ya sea alogénica o autóloga.  La prohibición no especificó ninguna medida punitiva por aceptar una transfusión, pero en enero de 1961, en lo que luego se describió como una aplicación de "mayor rigor", se dictaminó que era un delito de expulsión aceptar conscientemente una transfusión de sangre.  La Sociedad Watch Tower advirtió que aceptar una transfusión de sangre "puede resultar en la prolongación inmediata y muy temporal de la vida, pero a costa de la vida eterna para un cristiano dedicado". 
En septiembre de 1956, ¡Despertad! declaró, "ciertas fracciones de sangre ... también están bajo la prohibición bíblica".  En septiembre de 1961 se reiteró una posición contra "las diversas fracciones de la sangre"  En noviembre del mismo año, se modificó la doctrina para permitir que los miembros individuales decidieran si podían aceptar conscientemente las fracciones utilizadas de la sangre para fines como la vacunación.  Esta posición se ha ampliado desde entonces; el formulario de poder notarial duradero preformateado proporcionado por la Sociedad Watch Tower incluye una opción para que los testigos de Jehová "acepten todas las fracciones derivadas de cualquier componente primario de la sangre". 
En 1964, a los Testigos de Jehová se les prohibió obtener transfusiones para mascotas, usar fertilizantes que contuvieran sangre e incluso se les aconsejó (si les preocupaba la conciencia) que escribieran a los fabricantes de alimentos para perros para verificar que sus productos estuvieran libres de sangre.  Más tarde ese año, se declaró que los médicos o enfermeras que son testigos de Jehová no administrarían transfusiones de sangre a sus compañeros miembros dedicados. En cuanto a la administración de transfusiones a los que no son miembros, La Atalaya declaró que tal decisión "se deja a la propia conciencia del médico cristiano". 
En 1982, un artículo de La Atalaya declaró que sería incorrecto que los Testigos permitieran que las sanguijuelas se alimentaran de su propia sangre como parte de un procedimiento médico, debido a lo sagrado de la sangre. 
En 1989, La Atalaya declaró: "Cada individuo debe decidir" si acepta la hemodilución y los procedimientos de recuperación de sangre autóloga (protector de células).  En 1990, un folleto titulado ¿Cómo puede la sangre salvarle la vida? fue lanzado, destacando la doctrina general de los testigos de Jehová sobre la sangre.
En el año 2000, la postura de la Sociedad Watch Tower sobre las fracciones de sangre quedó claramente establecida.  Se instruyó a los miembros para que decidieran personalmente si aceptar una fracción violaría la doctrina sobre la sangre. En un artículo posterior, se recordó a los miembros que los testigos de Jehová no donan sangre ni almacenan su propia sangre antes de la cirugía. 
En mayo de 2001, la Sociedad Watch Tower revisó sus directivas médicas y documentos de identidad abordando su posición doctrinal sobre la sangre; los materiales revisados se distribuyeron a partir del 3 de mayo de 2001.  Estos documentos revisados especificaban que las "transfusiones de sangre alogénicas" eran inaceptables, mientras que el documento anterior (fechado en 1999) establecía que las "transfusiones de sangre" eran inaceptables. Los documentos revisados de 2001 estuvieron activos hasta el 20 de diciembre de 2001. La Sociedad Watch Tower luego rescindió el documento revisado y declaró: "Después de una revisión adicional, se ha determinado que las tarjetas con fecha "md-E 6/01" e "ic-E 6/01" no deben usarse. Destruya estos artículos y asegúrese de que no se distribuyan a los editores". Se instruyó a los ancianos para que volvieran a la edición anterior de 1999 de las directivas médicas y las tarjetas de identidad. 
Mediante mecanismos de desinformación e infosensacionalismo las publicaciones de la Sociedad Watch Tower frecuentemente afirman las consecuencias negativas de las transfusiones de sangre: Una edición de 1951 de La Atalaya declaró: "Y que los entusiastas de las transfusiones con un complejo de salvador reflexionen sobre el hecho de que en muchas ocasiones las transfusiones hacen daño, propagan enfermedades y con frecuencia causan muertes, que, por supuesto, no se publican". Un artículo de 1961 en The Watchtower citó al cirujano brasileño Dr. Américo Valério diciendo que las transfusiones a menudo eran seguidas por "locura moral, perversiones sexuales, represión, complejos de inferioridad, delitos menores" y el Dr. Alonzo Jay Shadman afirmando que la sangre de una persona "contiene todas las peculiaridades del individuo ... [incluyendo] manchas hereditarias, susceptibilidad a enfermedades, venenos debido a hábitos personales de vida, alimentación y bebida. . . Los venenos que producen el impulso de suicidarse, asesinar o robar están en la sangre.”En 1969, ¡Despertad! informó sobre un hombre llamado Robert Khoury, quien, después de recibir una transfusión de sangre, dijo: "Cuando me recuperé, descubrí que tenía un deseo terrible de robar".En 1974, ¡Despertad! citó un informe de los Centros para el Control de Enfermedades de que hasta 35 000 muertes y 500 000 enfermedades al año podrían deberse a la presencia de hepatitis sérica en la sangre para transfusiones.Asimismo, un número de 2006 de ¡ Despertad! destacó los peligros de la lesión pulmonar aguda relacionada con la transfusión ( TRALI ).

## Doctrina
Sobre la base de varios textos bíblicos, incluidos Genesis 9:4, Leviticus 17:10 y Acts 15:28-15:29, los testigos de Jehová creen:
- Que la sangre representa la vida [47] y es sagrada para Dios. [48] [49] Después de haber sido removida de una criatura, el único uso de la sangre que Dios ha autorizado es para la expiación de los pecados. [50] Cuando un cristiano se abstiene de sangre, en realidad está expresando su fe en que solo la sangre derramada de Jesucristo puede verdaderamente redimirlo y salvarle la vida. [48]
- La sangre -por el hecho de representar la vida- no se debe comer ni transfundir, [51] [52] incluso en el caso de una emergencia médica. [53]
- La sangre que sale del cuerpo de un ser humano o animal debe eliminarse. [50]
- Ciertos procedimientos médicos que involucran fracciones de sangre o que utilizan la sangre del propio paciente durante el curso de un procedimiento médico, como la hemodilución o el rescate de células, son una cuestión de elección personal, según lo permita la conciencia de la persona. [54]
- Se considera desde la disciplina congregacional que un Testigo bautizado que acepta una transfusión de sangre sin arrepentirse se ha desvinculado de facto del grupo al abandonar sus doctrinas y, posteriormente, está sujeto a procedimientos de juicio canónico y al rechazo organizado de otros miembros. [55] [51]

Ciertos procedimientos médicos que involucran sangre están específicamente prohibidos por la doctrina de sangre de los testigos de Jehová. Esto incluye el uso de glóbulos rojos, glóbulos blancos, plaquetas y plasma sanguíneo . No se prohíben otras fracciones derivadas de la sangre. Las publicaciones de los testigos de jehová -sin bases científicas que la respalden- hipotetizan que algunos productos derivados de uno de los cuatro componentes principales pueden ser tan similares a la función del componente completo y desempeñar un papel tan importante en el cuerpo que "la mayoría de los cristianos los encontrarían objetables".  Para los procedimientos en los que no existe una prohibición doctrinal específica, las personas deben obtener detalles del personal médico y luego tomar una decisión personal. 

## Aplicabilidad y viabilidad de la doctrina en el ámbito clínico

### Procedimientos prohibidos
En la actualidad, los siguientes procedimientos médicos están prohibidos:
- Transfusión de sangre entera alogénica, o de sus constituyentes de glóbulos rojos, glóbulos blancos, plaquetas o plasma. [58]
- Transfusiones preoperatorias de sangre autodonada ( autóloga ). [59]

### Procedimientos y productos permitidos
Los siguientes procedimientos y productos no están prohibidos y son decisión y voluntad particular de cada creyente: 
- Donación de sangre estrictamente para fines de fraccionamiento adicional de glóbulos rojos, glóbulos blancos, plaquetas o plasma para transfusión alogénica o autóloga. [61] [62]
- Las transfusiones de sangre autóloga forman parte de una "terapia actual". [63]
- Hemodilución, una técnica modificada en la que el equipo se dispone en un circuito que está constantemente conectado al sistema circulatorio del paciente. [63]
- Rescate de sangre intraoperatorio (autólogo) o barrido de células, un método para recolectar sangre que se ha derramado del sistema circulatorio, lavarla y reinfundirla. [63]
- Derivación cardiopulmonar, un método en el que la sangre se desvía a una máquina artificial de circulación extracorpórea y se dirige de nuevo al paciente. [63]
- Diálisis, en la que la sangre circula a través de una máquina, se filtra y limpia y luego se devuelve al paciente. [63]
- Parche hemático epidural, que consiste en una pequeña cantidad de sangre del paciente inyectada en la membrana que rodea la médula espinal. [63]
- Plasmaféresis, en la que se extrae sangre y se filtra, se extrae y sustituye el plasma y se devuelve al paciente. [63]
- Etiquetado o marcado, se extrae sangre, se mezcla con medicamentos y luego se devuelve al paciente mediante transfusión. [63]
- Gel de plaquetas, se extrae sangre y se pone en una solución rica en plaquetas y glóbulos blancos. [63]
- Fracciones de glóbulos rojos:
  - Hemoglobina, el componente transportador de oxígeno de los glóbulos rojos.
- Fracciones de glóbulos blancos: [61]
  - interferones
  - interleucinas
- Fracciones de plaquetas: [61]
  - Factor plaquetario 4
- Fracciones del plasma sanguíneo: [61]
  - Albúmina
  - Globulinas
  - crioprecipitado
  - Criosobrenadante (plasma criopobre) [64]
  - Factores de coagulación, incluidos el factor VIII y el factor IX derivados de grandes cantidades de sangre almacenada
  - factor de curación de heridas
- Eritropoyetina (EPO). [61]
- PolyHeme, una solución sustituta de la sangre de hemoglobina humana modificada químicamente. [61]
- Hemopure, una solución sustituta de sangre de hemoglobina bovina químicamente estabilizada derivada de sangre de vaca. [61]

### Cirugía sin sangre
Se ha desarrollado una variedad de técnicas quirúrgicas sin sangre para usar en pacientes que rechazan las transfusiones de sangre por razones que incluyen la preocupación por el SIDA, la hepatitis y otras infecciones transmitidas por la sangre o reacciones del sistema inmunitario .  Muchos médicos han expresado su voluntad de respetar las preferencias de los pacientes y proporcionar un tratamiento sin sangre   y alrededor de 200 hospitales ofrecen programas de medicina y cirugía sin sangre para pacientes que desean evitar o limitar las transfusiones de sangre.  La cirugía sin sangre se ha realizado con éxito en procedimientos significativos, incluida la cirugía a corazón abierto y los reemplazos totales de cadera .  Un estudio de caso de 2012 en JAMA Internal Medicine concluyó que "los testigos de Jehová no parecen tener un mayor riesgo de complicaciones quirúrgicas o mortalidad a largo plazo cuando las comparaciones se realizan correctamente según el estado de la transfusión. Por lo tanto, las estrategias actuales de manejo extremo de la sangre no parecen colocar a los pacientes en un mayor riesgo de reducción de la supervivencia a largo plazo". El estudio de caso también indicó que "las estimaciones de supervivencia de los Testigos fueron del 86 %, 69 %, 51 % y 34 % a los 5, 10, 15 y 20 años después de la cirugía, respectivamente, frente al 74 %, 53 %, 35 % y 23 % entre los no Testigos que recibieron transfusiones". 
Las técnicas médicas y quirúrgicas sin sangre tienen limitaciones, y los cirujanos dicen que el uso de varios productos sanguíneos alogénicos y la transfusión de sangre autóloga preoperatoria son estándares de atención apropiados para ciertas presentaciones de pacientes.   La Sociedad Watch Tower afirma que en emergencias médicas donde las transfusiones de sangre parecen ser la única forma disponible de salvar una vida, los testigos de Jehová solicitan que los médicos brinden la mejor atención alternativa posible bajo las circunstancias con respeto a sus convicciones personales.  La Sociedad Watch Tower ha reconocido que algunos miembros han muerto después de rechazar procedimientos de transfusión. 
En algunos países, incluidos Canadá y el Reino Unido, la legislación permite que el personal médico pueda decidir de forma autónoma por razones clínicas o de fuerza mayor sin requerir de un consentimiento legal. En estos casos, el personal médico puede actuar sin consentimiento, obteniendo una orden judicial en una situación que no sea de emergencia, o sin tal en una emergencia.   En Japón, los niños menores de 15 años pueden recibir transfusiones de sangre en contra de sus deseos y los de sus padres, y los niños entre 15 y 18 años pueden recibir un tratamiento similar siempre que ellos, o al menos uno de sus tutores legales, consientan en el procedimiento.  En los Estados Unidos, la Academia Estadounidense de Pediatría recomienda que en casos de "una amenaza inminente para la vida de un niño", los médicos en algunos casos pueden "intervenir sobre las objeciones de los padres". 

### Comités de Enlace Hospitalario
En 1988, la Sociedad Watch Tower formó Servicios de Información Hospitalaria, un departamento para ayudar a localizar médicos o equipos quirúrgicos que estén dispuestos a realizar procedimientos médicos en Testigos sin necesidad de transfusiones de sangre.  El departamento se le dio la supervisión de la mesa de información del hospital de cada sucursal,    y de cien comités de enlace hospitalario establecidos en los Estados Unidos.   A partir de 2003, alrededor de 200 hospitales en todo el mundo ofrecen programas médicos sin sangre.  A partir de 2006, existen 1535 Comités de enlace hospitalario en todo el mundo que coordinan la comunicación entre 110 000 médicos.  
Los Servicios de información hospitalaria habitualmente revisan lo publicado en revistas médicas para encontrar información sobre la disponibilidad y eficacia de los métodos de cirugía sin sangre.  A través de actividades de divulgación se difunde información sobre opciones de tratamiento a los comités de enlace hospitalario locales a médicos y hospitales. 
Grupos de visitas de pacientes
Anualmente desde 2004, los Testigos de Jehová en los Estados Unidos han sido informados de que "con su consentimiento, la ley permite que los ancianos se enteren de su ingreso [al hospital] y le brinden aliento espiritual",  pero que "los ancianos que sirven en un Grupo de Visitación de Pacientes [podrían] tener acceso a su nombre" solo si los pacientes dieron a conocer sus deseos de acuerdo con la Ley de Portabilidad y Responsabilidad del Seguro Médico (HIPAA). 
Las sucursales de los testigos de Jehová se comunican directamente con las congregaciones con respecto a "formas de beneficiarse de las actividades del Comité de Enlace con los Hospitales (HLC) y el Grupo de Visitación de Pacientes (PVG)".  Una publicación de los Testigos de Jehová en 2000 informó que Argentina tenía menos de cien miembros del comité de HLC "brindando información vital a la comunidad médica", y agregó que "su trabajo se complementa con cientos de otros ancianos abnegados que conforman Grupos de Visitación de Pacientes que llaman a los pacientes Testigos para ayudarlos y alentarlos".  Cada sucursal nombra miembros del comité de PVG, que sirven como voluntarios.  

### Aceptación entre los testigos de Jehová
Los Testigos de Jehová que aceptan la doctrina de la sangre por lo general se aferran firmemente a su convicción.  En la edición de agosto de 1998 de Academic Emergency Medicine, Donald Ridley, testigo de Jehová y abogado del personal de la organización, argumentó que llevar una tarjeta de directiva médica actualizada emitida por la organización indica que una persona está personalmente de acuerdo con la posición religiosa establecida de los testigos de Jehová. 
En 1958, La Atalaya informó sobre un miembro particular de los Testigos de Jehová que aceptó voluntariamente una transfusión de sangre, en contra de la doctrina de la Sociedad Watch Tower.  La organización confirma que algunos miembros han aceptado transfusiones de sangre, a pesar de la imposición en 1961 de una política comunitaria de rechazo por aceptación deliberada.  
En 1982, los Dres. Larry J. Findley y Paul M. Redstone declararon: "Los miembros de esta congregación se niegan inflexiblemente a aceptar todos los productos sanguíneos. . . Ninguno de los miembros declaró que recibiría una transfusión de sangre incluso si su negativa significaba la muerte. Casi un tercio de los encuestados se había negado personalmente a las transfusiones de sangre". Sin embargo, el estudio también mostró que siete encuestados estaban dispuestos a aceptar trasplantes de plasma y un miembro una autotransfusión, ambas terapias prohibidas por la doctrina de los testigos de Jehová. Los investigadores comentaron: "Hay cierta falta de comprensión o rechazo a seguir la doctrina entre algunos miembros". Los investigadores notaron que los detalles de contacto de los encuestados fueron proporcionados por los ancianos de la congregación, lo que puede haber influido en las respuestas dadas.  Otro estudio revisado por pares que examinó los registros médicos indicó un porcentaje similar de testigos de Jehová dispuestos a aceptar transfusiones de sangre para sus hijos. Los adultos jóvenes también mostraron disposición a aceptar transfusiones de sangre.  En otro estudio, las pacientes Testigos de Jehová que se presentaron para trabajo de parto y alumbramiento mostraron disposición a aceptar alguna forma de sangre o productos sanguíneos. De estos pacientes, el 10 por ciento aceptó la transfusión de sangre entera. 
Las publicaciones de la Watch Tower han señalado que dentro de las religiones, las creencias personales de los miembros a menudo difieren de la doctrina oficial.  Con respecto a la aceptación de los testigos de Jehová de la posición oficial de la organización sobre la sangre, los doctores Cynthia Gyamfi y Richard Berkowitz afirman: "Es ingenuo suponer que todas las personas de cualquier grupo religioso comparten exactamente las mismas creencias, independientemente de la doctrina. Es bien sabido que musulmanes, judíos y cristianos tienen variaciones individuales significativas en sus creencias. ¿Por qué no debería ser así también para los testigos de Jehová?" 
La ambivalencia y el rechazo de la doctrina de la sangre se remonta al menos a la década de 1940. Después de que la Sociedad Watch Tower estableciera la doctrina, enseñando que no se debe comer sangre ( c. 1927
 -1931), Margaret Buber, que nunca fue miembro de la denominación, ofreció un relato de primera mano de los Testigos de Jehová en el campo de concentración nazi de Ravensbrück. Ella relata que una abrumadora mayoría estaba dispuesta a comer morcilla a pesar de tener alimentos alternativos para elegir, y específicamente después de considerar las declaraciones bíblicas sobre la sangre. 

### Puntos de vista críticos
La oposición a las doctrinas de la Watch Tower sobre las transfusiones de sangre proviene tanto de miembros como de no miembros. En Estados Unidos, un grupo de miembros bautizados disidentes conocidos como Testigos de Jehová Asociados para la Reforma de la doctrina sobre la Sangre (AJWRB, por sus siglas en inglés) afirma que no existe una base bíblica para la prohibición de las transfusiones de sangre y busca que se cambien algunas políticas.  En una serie de artículos en el Journal of Medical Ethics, el neurólogo estadounidense Osamu Muramoto, quien es asesor médico de la AJWRB, ha planteado cuestiones que incluyen lo que afirma es coerción para rechazar transfusiones, inconsistencia doctrinal, uso selectivo de información por parte de la Sociedad Watch Tower para exagerar los peligros de las transfusiones y el uso de creencias médicas obsoletas.   

#### interpretación bíblica
Testigos disidentes dicen que el uso de Levítico 17:12 por parte de la Sociedad para apoyar su oposición a las transfusiones de sangre   entra en conflicto con sus propias enseñanzas de que los cristianos no están bajo la ley mosaica.   El teólogo Anthony Hoekema afirma que la sangre prohibida en las leyes levíticas no era humana, sino animal. Cita a otros autores que apoyan su punto de vista de que la instrucción en Hechos 15 de abstenerse de sangre no pretendía ser un pacto eterno sino un medio para mantener una relación pacífica entre cristianos judíos y gentiles.   Ha descrito como "literalismo absurdo" el uso de los Testigos de una prohibición bíblica de comer sangre para prohibir la transfusión médica de sangre humana. 

#### Obstruccionismo al libre ejercicio del derecho a la salud por parte de los pacientes y problemas éticos
Osamu Muramoto ha argumentado que la negativa de los Testigos de Jehová de un tratamiento con sangre "salvavidas"  crea serios problemas éticos biomédicos. Ha criticado la "intervención controladora" de la Sociedad Watch Tower por medio de lo que afirma es el control de la información y su política de penalizar a los miembros que aceptan transfusiones de sangre o abogan por la libertad de elegir un tratamiento basado en la sangre.   Él dice que la amenaza de ser clasificado como Testigo disociado y posteriormente rechazado por amigos y parientes que son miembros obliga a los Testigos de Jehová a aceptar y obedecer la prohibición de las transfusiones de sangre.    Sin embargo, en un caso particular relacionado con una decisión de un tribunal de distrito ruso, el Tribunal Europeo de Derechos Humanos (TEDH) no encontró nada en las sentencias que sugiriera que se aplicó alguna forma de presión indebida o influencia indebida. Señaló: "Por el contrario, parece que muchos testigos de Jehová han tomado la decisión deliberada de rechazar las transfusiones de sangre por adelantado, libres de las limitaciones de tiempo de una situación de emergencia". El tribunal dijo: "La libertad de aceptar o rechazar un tratamiento médico específico, o de seleccionar una forma alternativa de tratamiento, es vital para los principios de autodeterminación y autonomía personal. Un paciente adulto competente es libre de decidir... no recibir una transfusión de sangre. Sin embargo, para que esta libertad sea significativa, los pacientes deben tener derecho a tomar decisiones que concuerden con sus propios puntos de vista y valores, independientemente de cuán irracionales, imprudentes o imprudentes puedan parecerles a los demás". 
Muramoto ha afirmado que la intervención de los Comités de Enlace con los Hospitales puede aumentar de forma innecesaria la "presión organizativa" ejercida por familiares, amigos y miembros de la congregación sobre los pacientes Testigos para que rechacen el tratamiento a base de sangre. Señala que si bien los miembros de HLC, que son ancianos de la iglesia, "pueden brindar al paciente 'apoyo moral', se sabe que la influencia de su presencia en el paciente es significativa en su quehacer cotidiano. Los informes de casos revelan que habitualmente sucede que los pacientes han cambiado su decisión anterior de aceptar el tratamiento con sangre después de una visita de los ancianos". Afirma que tal presión organizacional compromete la autonomía de los pacientes  e interfiere con su privacidad y confidencialidad. Ha defendido una política en la que la organización Watch Tower y los ancianos de la congregación no interrogarían a los pacientes sobre los detalles de su atención médica y los pacientes no revelarían dicha información. Él dice que la Sociedad adoptó tal política en 1983 con respecto a los detalles de la actividad sexual entre parejas casadas.   
El portavoz de Watch Tower, Donald T. Ridley, dice que ni a los ancianos ni a los miembros de HLC se les instruye o alienta a investigar las decisiones de atención médica de los pacientes Testigos y no se involucran en las hospitalizaciones de pacientes a menos que los pacientes soliciten su ayuda. Sin embargo, el representante de la CLH de la Sociedad Watch Tower, David Malyon, dice que respondería al "pecado" de los Testigos de los que está al tanto diciendo de manera efectiva: "¿Vas a decirles o lo haré yo?"  Sin embargo, Ridley dice que la sugerencia de Muramoto de que los Testigos deberían tener la libertad de ignorar las enseñanzas y normas bíblicas de la Watch Tower es absurda. Él dice que amar a Dios significa obedecer los mandamientos, no desobedecerlos y esconder la desobediencia de los demás.  
Muramoto recomienda que los médicos tengan una reunión privada con los pacientes para conversar y consensuar respecto de sus deseos y que los ancianos de la iglesia y los miembros de la familia no estén presentes, a fin de que los pacientes se sientan libres de cualquier presión social. Sugiere que los médicos pregunten a los pacientes sobre (a) si han considerado que la Sociedad Watch Tower podría tolerar u aprobar pronto algunas prácticas médicas que actualmente se encuentran objetables; en atención a la situación clínica actual y a la viabilidad de los procedimientos y alternativas disponibles (b) si los pacientes Testigos saben qué componentes de la sangre están permitidos y cuáles están prohibidos, cuál es su composición, y si reconocen que esas decisiones obedecen a políticas organizacionales basadas en criterios ideológicos o en pseudociencia; y (c) si se dan cuenta de que aunque algunas escrituras bíblicas efectivamente son explícitas sobre la materia, comer y transfundir sangre bajo procedimientos seguros tiene, sin embargo, efectos completamente diferentes en el cuerpo conforme a la evidencia científica documentada.  El representante de HLC, David Malyon, ha respondido que las preguntas sugeridas por Muramoto son una afrenta para coaccionar a los testigos de Jehová con una "inquisición filosófica complicada" y, si los médicos las utilizan, sería "una transformación abusiva del papel médico de socorro y cuidado en el de abogado del diablo y embaucador".

#### Infosensacionalismo, desinformación y uso selectivo de la información.
Muramoto ha afirmado que muchas publicaciones de la Sociedad Watch Tower emplean la exageración y el sensacionalismo para enfatizar los peligros de las transfusiones y las ventajas de los tratamientos alternativos, pero presentan una imagen distorsionada al omitir y no informar explícitamente sobre los beneficios del tratamiento a base de sangre. Sus publicaciones tampoco reconocen que en algunas situaciones, incluidas las hemorragias rápidas y masivas, no existen alternativas a las transfusiones de sangre.   Afirma que las publicaciones de la Sociedad Watch Tower a menudo analizan el riesgo de muerte como resultado de rechazar las transfusiones de sangre, pero dan poca consideración al sufrimiento prolongado y la eventual discapacidad, lo que produce una carga adicional para la familia y la sociedad, que puede resultar de la negativa.  El abogado y ex Testigo Kerry Louderback-Wood  también afirma que las publicaciones de los Testigos habitualmente exageran los riesgos médicos de extraer sangre y la eficacia de las terapias médicas sin sangre en situaciones críticas. 
Douglas E. Cowan, un académico en sociología de la religión, ha afirmado que los miembros del movimiento contraculto cristiano que critican a la Sociedad Watch Tower, ellos mismos hacen un uso selectivo de la información. Por ejemplo, el apologista cristiano Richard Abanes escribió que su prohibición de las transfusiones de sangre "ha provocado innumerables muertes de Testigos a lo largo de los años, incluidos muchos niños".  Cowan escribió: "Cuando el lector cuidadoso revisa [la nota al pie de página de Abanes], sin embargo, buscando tal vez alguna justificación estadística, encuentra solo una conjetura estadística basada en las cifras de uso de sangre de la Cruz Roja de 1980". Cowan también dice que Abanes omite "temas críticos" en un intento de "presentar la cara más negativa posible". Cowan escribió que "el lector se queda con la impresión de que la Sociedad Watchtower preside a sabiendas una cantidad sustancial de muertes prevenibles cada año". 

#### Creencias médicas obsoletas
Osamu Muramoto dice que la Sociedad Watch Tower se basa en creencias médicas descartadas con siglos de antigüedad para respaldar su afirmación de que las transfusiones de sangre son lo mismo que comer sangre.  El folleto de 1990 de la Sociedad Watch Tower ¿Cómo puede salvarle la vida la sangre? citó a un anatomista del siglo XVII para apoyar su punto de vista.  Muramoto dice que la opinión de que la sangre es alimento, que todavía se defiende en las publicaciones de la Watch Tower, fue abandonada por la medicina moderna hace muchas décadas.  Ha criticado una analogía comúnmente utilizada por la Sociedad  en la que dice: "Considere a un hombre a quien el médico le dice que debe abstenerse del alcohol. ¿Sería obediente si dejara de beber alcohol pero se lo pusieran directamente en las venas?"  Muramoto dice que la analogía es falsa y explica: "El alcohol ingerido por vía oral se absorbe como alcohol y circula como tal en la sangre, mientras que la sangre que se ingiere por vía oral se digiere y no entra en la circulación como sangre. La sangre introducida directamente en las venas circula y funciona como sangre, no como nutrición. Por lo tanto, la transfusión de sangre es una forma de trasplante de órganos celulares. Y... los trasplantes de órganos ahora están permitidos por la WTS".  Él dice que la objeción a las transfusiones de sangre sobre la base de las prohibiciones bíblicas contra el consumo de sangre es similar a la negativa a un trasplante de corazón sobre la base de que un médico advirtió a un paciente que se abstuviera de comer carne debido a su alto nivel de colesterol. 
David Malyon, presidente del Comité de Enlace del Hospital Inglés en Luton, Inglaterra, ha afirmado que la discusión de Muramoto sobre las diferencias entre consumir sangre y alcohol es pedante y dice que las leyes de la sangre en la Biblia se basan en la reverencia por la vida y su asociación con la sangre, y que las leyes deben mantenerse tanto en el espíritu como en la letra. 
Muramoto ha descrito como peculiar e inconsistente la política de la Watch Tower de aceptar todos los componentes individuales del plasma sanguíneo siempre que no se tomen al mismo tiempo.  Él dice que la Sociedad no ofrece ninguna explicación bíblica para diferenciar entre los tratamientos prohibidos y los que se consideran una "cuestión de conciencia", explicando que la distinción se basa completamente en decisiones arbitrarias del Cuerpo Gobernante, a las que los Testigos deben adherirse estrictamente bajo la premisa de que son "verdades" basadas en la Biblia.  Ha cuestionado por qué están prohibidos los glóbulos blancos (1 por ciento del volumen sanguíneo) y las plaquetas (0,17 por ciento), pero se permite la albúmina (2,2 por ciento del volumen sanguíneo).  Ha cuestionado por qué se considera incorrecto donar y almacenar sangre para transfusiones autólogas, pero la Sociedad Watch Tower permite el uso de componentes sanguíneos que deben donarse y almacenarse antes de que los Testigos los usen.  Ha cuestionado por qué los Testigos, aunque consideran que la sangre es sagrada y simboliza la vida, están dispuestos a dejar morir a una persona dando más importancia al símbolo que a la realidad que simboliza. 
Kerry Louderback-Wood dice que al etiquetar las fracciones de sangre actualmente aceptables como "minuto" en relación con la sangre entera, la Sociedad Watch Tower hace que los seguidores malinterpreten el alcance y la extensión de las fracciones permitidas. 
La respuesta de la Sociedad Watch Tower es que el problema real no es el fluido per se, sino el respeto y la obediencia a Dios.   Dicen que su principio de abstenerse de sangre como muestra de respeto se demuestra por el hecho de que a los miembros se les permite comer carne que todavía contiene algo de sangre. Tan pronto como se drena la sangre de un animal, se ha mostrado respeto a Dios, y entonces una persona puede comer la carne aunque contenga una pequeña cantidad de sangre.  Aunque a primera vista parecieran ser posiciones semejantes, la opinión de los testigos de Jehová sobre la carne y la sangre es sin embargo muy diferente y opuesta de la de los judíos que siguen los preceptos kosher, que hacen todo lo posible para eliminar pequeños rastros de sangre.  

#### Perspectivas desde otros países
En algunos países, y como consecuencia de factores tales como la escasez de personal entrenado para el desarrollo y ejecución de procedimientos ad hoc a los intereses de los pacientes vinculados a comunidades de testigos de Jehová, y el limitado acceso a tecnologías y tratamientos acordes a estos pacientes, se han fijado protocolos formales en conformidad a la jurisprudencia sobre los derechos del paciente y el ejercicio del derecho a la salud en conformidad con los derechos a la libertad de conciencia y el derecho a la intimidad. Estos protocolos incluyen además los mecanismos de actuación en situaciones de alta complejidad como cirugías de emergencia o enfermedades crónicas de alta complejidad. Sin embargo, en países con una legislación más laxa sobre la materia, se ha llegado a una situación de falta de certezas jurídicas tanto para los médicos como para los pacientes debido a una excesiva judicialización sobre la legalidad de los procedimientos clínicos y a una ausencia de regulaciones y restricciones respecto del rol e injerencia de los Comités de Enlace con los Hospitales (CEH). 